# Sydafrikas Grand Prix 1968
Sydafrikas Grand Prix 1968 var det första av tolv lopp ingående i formel 1-VM 1968.  

## Resultat
1. Jim Clark, Lotus-Ford, 9 poäng
2. Graham Hill, Lotus-Ford, 6
3. Jochen Rindt, Brabham-Repco, 4
4. Chris Amon, Ferrari, 3
5. Denny Hulme, McLaren-BRM, 2
6. Jean-Pierre Beltoise, Matra-Ford, 1
7. Jo Siffert, R R C Walker (Cooper-Maserati)
8. John Surtees, Honda
9. John Love, Team Gunston (Brabham-Repco)

### Förare som bröt loppet
- Jackie Pretorius, Team Pretoria (Brabham-Climax) (varv 71, för få varv)
- Dan Gurney, Eagle-Weslake (58, oljeläcka)
- Jacky Ickx, Ferrari (51, oljeläcka)
- Joakim Bonnier, Jo Bonnier (Cooper-Maserati) (46, överhettning)
- Jackie Stewart, Tyrrell (Matra-Ford) (43, motor)
- Sam Tingle, Team Gunston (LDS-Repco) (35, överhettning)
- Basil van Rooyen, John Love (Cooper-Climax) (22, motor)
- Pedro Rodríguez, BRM (20, bränslesystem)
- Jack Brabham, Brabham-Repco (16, motor)
- Andrea de Adamich, Ferrari (13, olycka)
- Mike Spence, BRM (7, bränslesystem)
- Brian Redman, Cooper-Maserati (4, oljeläcka)
- Dave Charlton, Scuderia Scribante (Brabham-Repco) (3, differential)
- Ludovico Scarfiotti, Cooper-Maserati (2, vattenrör)